# 郗僧施
郗僧施（？—412年），字惠脫，高平郡金鄉縣人。郗超從弟郗儉之子，郗超無子，以郗僧施為嗣。
郗僧施继承爵位，南昌公。弱冠时，与王綏、桓胤齐名。累居要职，后做宣城内史，入补丹杨尹。刘毅镇守江陵的时候，郗僧施为南蛮校尉、假节。此时刘裕怀疑刘毅有二心，假诏赐死刘毅，并派兵诛之。义熙八年（412年），刘毅兵败自杀，郗僧施同被诛，爵位也被废。